# Amar'e Stoudemire
Amar'e Carsares Stoudemire (nascido em 16 de novembro de 1982) é um americano-israelense jogador de basquete profissional que joga como Ala-pivô no Hapoel Jerusalem da Ligat HaAl. Ele ganhou uma medalha de bronze com a Seleção Estadunidense nos Jogos Olímpicos de 2004.
Ele jogou por Phoenix Suns, New York Knicks, Dallas Mavericks e o Miami Heat antes de se aposentar da NBA em 2016.
Seus empreendimentos fora das quadras incluem uma gravadora, uma linha de roupas e uma série de livros infantis para a Scholastic Press. Além disso, Stoudemire possui uma parte significativa do Hapoel Jerusalem.

## Primeiros anos
Stoudemire nasceu em Lake Wales, Flórida, uma pequena cidade a uma hora de carro de Orlando. Os pais de Stoudemire, Hazell e Carrie, se divorciaram quando ele era jovem. Juntos, eles tiveram dois filhos: Hazell Jr. e Amar'e. A mãe de Stoudemire trabalhava na agricultura, colhendo laranjas na Flórida e migrando até o norte de Nova York, para colher maçãs durante o outono. Ao se divorciar de Hazell, ela conheceu Artis Wilmore, com quem teve um filho, Marwan, o meio-irmão de Stoudemire. Seu pai morreu de ataque cardíaco quando Stoudemire tinha 12 anos e sua mãe entrou e saiu da prisão por crimes como pequenos furtos e falsificações durante esse período.
Na ausência de seus pais, Stoudemire tinha outras influências externas para ajudar a guiá-lo, incluindo um policial, Burney Hayes, com quem ele ficava ocasionalmente; ele também ficava com o treinador do time da AAU, Travis King, assim como um ministro, o Rev. Bill Williams.

## Carreira no ensino médio
Como resultado dos problemas de sua mãe com a lei, Stoudemire transferiu-se entre cinco escolas secundárias em dois estados em seis ocasiões diferentes. Ele primeiro estudou na Lake Wales High School em Lake Wales, Flórida, transferido para Mount Zion Christian Academy em Durham, Carolina do Norte em outubro de 1999, mudou-se para a Emanuel Christian Academy em Leland, Carolina do Norte, retornou para Lake Wales e depois foi para a West Orange High School em Winter Garden, Flórida. Sua última ação foi na Cypress Creek High School, em Orlando, Flórida, onde ele se formou em 2002.
Devido a todas essas transferências, ele disse a Isaac Perry em um artigo para a Dime Magazine que o mantinha "em pé" durante aquele período difícil era "Deus" e as palavras do rapper Tupac Shakur. Além do basquete, Stoudemire se destacou no futebol americano. Ele se imaginou como um Wide receiver na Universidade de Miami, Flórida ou Universidade Estadual da Flórida.
Stoudemire não começou a jogar basquete até os 14 anos. Ele só jogou dois anos no colegial, mas em ambos foi nomeado o MVP da Nike Summer League. Em seu último ano, ele obteve uma média de 29,1 pontos, 15 rebotes, 6,1 bloqueios e 2,1 roubos de bola por jogo. Ele foi nomeado Mr. Basketball da Flórida, o Jogador do Ano da Florida e pela Primeira-Equipe All-USA Basketball pela USA Today.
Considerado um recruta de cinco estrelas pela Scout.com, Stoudemire foi listado como o melhor jogador do país em 2002.
Com seu maior objetivo no ensino médio sendo chegar a NBA, Stoudemire se comprometeu com a Universidade de Memphis. No entanto, ele mais tarde se declarou para o Draft da NBA, sendo selecionado pelo Phoenix Suns com a 9° escolha geral no Draft de 2002. Ele foi o único jogador do ensino médio selecionado na primeira rodada naquele ano.

## Carreira profissional

### Phoenix Suns (2002–2010)

#### Primeiros anos
Em sua temporada de estréia, Stoudemire teve uma média de 13,5 pontos e 8,8 rebotes por partida. Sua maior pontuação foi de 38 pontos contra o Minnesota Timberwolves em 30 de dezembro de 2002, a maior pontuação de um jogador vindo do ensino médio, esse recorde foi batido um ano depois por LeBron James. Stoudemire ganhou o Prêmio de Novato do Ano, vencendo Yao Ming e Caron Butler, se tornando o primeiro jogador a sair do ensino médio a ganhar o prêmio. Ele também foi selecionado para a Primeira-Equipe de Novatos. Os Suns, liderados por Stoudemire, Stephon Marbury, Shawn Marion, Anfernee Hardaway e Joe Johnson, chegaram aos playoffs, mas foram derrotados pelo eventual campeão, San Antonio Spurs.
Na temporada seguinte, Stoudemire melhorou estatisticamente, mas sua equipe teve um recorde de 29-53. Durante a temporada, ele teve um jogo de 10 bloqueios contra o Utah Jazz. 
Durante o verão de 2004, Stoudemire foi selecionado para disputar os Jogos Olímpicos de Verão de 2004, onde a Seleção Norte-Americana ganhou a medalha de bronze. No entanto, o técnico Larry Brown se recusou a dar a ele um tempo significativo de jogo, foram apenas 6,8 minutos por jogo.
Durante a temporada de 2004-05, o armador Steve Nash juntou-se a Stoudemire para levar os Suns a um recorde de 62-20. Com uma média de 26 pontos por jogo e tendo um jogo de 50 pontos contra o Portland Trail Blazers em 2 de janeiro de 2005, ele foi selecionado para seu primeiro NBA All-Star Game. Nas finais da Conferência Oeste contra o San Antonio Spurs, Stoudemire teve uma média de 37 pontos por jogo, mas os Suns perderam em cinco jogos.

#### Problemas no joelho
Durante a pré-temporada de 2005-06, um dano na cartilagem do joelho foi descoberto e Stoudemire foi submetido a uma cirurgia de microfratura em 18 de outubro de 2005. Inicialmente, os Suns pensou que ele retornaria em meados de fevereiro, mas sua reabilitação demorou mais que o esperado. Stoudemire, no entanto, marcou 20 pontos em seu retorno contra o Portland Trail Blazers. 
Em 28 de março foi anunciado que ele provavelmente perderia o restante da temporada regular devido à problemas em ambos os joelhos. Foi explicado que o seu retorno foi cedo demais e Stoudemire precisava fazer mais reabilitação. A reabilitação de Stoudemire, liderada pelo treinador Aaron Nelson e pelo Dr. Micheal Clark, presidente e CEO da Academia Nacional de Medicina Esportiva (NASM).

#### Lesões e derrotas nos playoffs

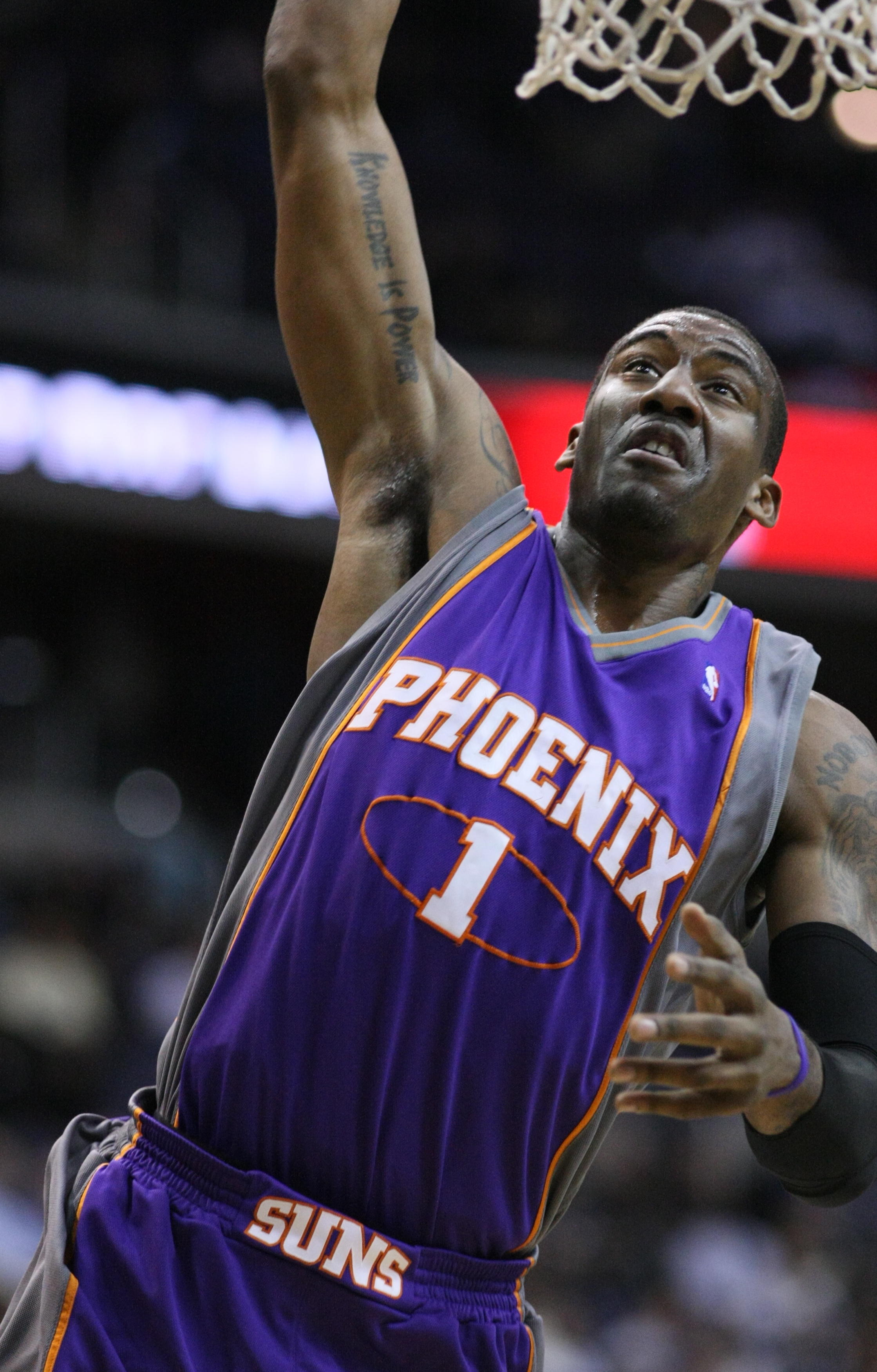
Stoudemire fazendo uma enterrada.

Antes da temporada de 2006-07, Stoudemire mudou seu número de camisa para #1.
Em 18 de fevereiro de 2007, Stoudemire jogou no All-Star Game da NBA de 2007, sua segunda aparição no All-Star. Ele marcou 29 pontos e pegou 9 rebotes.
Durante os Playoffs da NBA de 2007, em uma série contra o San Antonio Spurs, Stoudemire acusou Manu Ginóbili e Bruce Bowen de serem jogadores "sujos". Ele foi suspenso do Jogo 5 por deixar a área do banco após uma briga entre Steve Nash e Robert Horry. Os Suns perderam para os Spurs em seis jogos, apesar de Stoudemire ter uma média de 25 pontos, 12 rebotes e dois bloqueios ao longo da série. Ele terminou a temporada regular com média de 20,4 pontos e 9,6 rebotes. Ele foi selecionado para a Primeira-Equipe All-NBA.
Stoudemire jogou no Copa América de Basquetebol Masculino de 2007, mas se retirou do elenco que ia participar das Olimpíadas de 2008. Ele disse em abril de 2008: "É mais do que uma rotina durante o ano inteiro. É no ano passado, no ano anterior e no ano anterior. Foi realmente como um circuito de basquete de três anos".
Stoudemire liderou o Suns na pontuação (25,2) e rebotes (9,1) na temporada de 2007-08. Ele foi nomeado para a Segunda-Equipe All-NBA. A equipe, no entanto, vacilou nos playoffs, novamente perdendo para seus rivais San Antonio Spurs com Stoudemire tendo uma média de 23 pontos na série.
Em um jogo contra o Los Angeles Clippers na temporada de 2008-09, Stoudemire sofreu uma retina isolada, embora ele possa tê-lo machucado mais cedo, já que ele tinha sido incomodado pelo mesmo olho antes mesmo deste jogo. Ele machucou o mesmo olho na pré-temporada, embora essa lesão envolvesse uma íris parcialmente rasgada, sem danos à retina. Ele disse então que ele teria que usar óculos de proteção para o resto de sua carreira, mas parou de usá-los depois de sete jogos. Ele foi submetido a uma cirurgia ocular para reparar a retina, a recuperação levou oito semanas, o que o obrigou a perder o restante da temporada regular. Ele anunciou que usaria óculos de proteção quando voltasse para a temporada seguinte.
Na temporada de 2009-10, Stoudemire foi novamente nomeado para o All-Star. Durante a temporada, Paul Coro, do The Arizona Republic, relatou que os Suns e o Cleveland Cavaliers discutiram um acordo que teria enviado Stoudemire para Cleveland para se juntar a LeBron James; o negócio, no entanto, nunca aconteceu. Stoudemire acabaria por levar os Suns a um recorde de 54-28, tendo a terceira melhor campanha na Conferência Oeste. Ele terminou a temporada com uma média de 23 pontos e 9 rebotes. Os Suns derrotariam o Portland Trail Blazers na primeira rodada dos playoffs, o San Antonio Spurs nas Semifinais da Conferência e se encontraram com o atual campeão Los Angeles Lakers nas Finais da Conferência. Depois de perder os dois primeiros jogos, Stoudemire marcaria 42 pontos no Jogo 3 e 21 no Jogo 4, para ajudar o Suns a empatar a série por 2-2. Os Suns não conseguiu ganhar nenhum jogo adicional na série perdendo por 4-2.
Stoudemire terminou seu tempo com os Suns em quarto lugar na história da franquia na média de pontuação (21.4), terceiro em rebotes, lances livres feitos e tentados, quinto em tocos.

### New York Knicks (2010–2015)

#### Primeira temporada em Nova York
Em 30 de junho de 2010, Stoudemire desistiu de seu contrato com o Phoenix Suns, o que o tornou um agente livre irrestrito. Em 5 de julho de 2010, Stoudemire e o New York Knicks concordaram com um contrato estimado em cerca de US $ 99,7 milhões em cinco anos. No primeiro dia em que os agentes livres puderam assinar oficialmente, os Knicks apresentaram formalmente Stoudemire no Madison Square Garden. Nessa apresentação, ele proclamou: "Os Knicks estão de volta!" referindo-se à falta de sucesso da equipe nos últimos anos. Nos Knicks, Stoudemire se reuniu com o técnico Mike D'Antoni, que o treinou com nos Suns.
Em 15 de dezembro de 2010, em uma derrota contra o Boston Celtics, Stoudemire estabeleceu um recorde de franquia com seu nono jogo seguido de 30 pontos. Em 27 de janeiro de 2011, Stoudemire foi nomeado titular do All-Star da Conferência Leste, juntamente com LeBron James, Dwyane Wade, Derrick Rose e Dwight Howard. Ele se tornou o primeiro jogador dos Knick a ser titular no jogo desde Patrick Ewing. No jogo, Stoudemire marcou 29 pontos. 
Em 22 de fevereiro de 2011, os Knicks fizeram trocas que trouxeram Carmelo Anthony e Chauncey Billups. Nessa temporada, os Knicks foram para os playoffs pela primeira vez desde 2004, porém eles foram varridos pelo Boston Celtics na primeira rodada.
Stoudemire acabou tendo uma das melhores temporadas em sua carreira com média de 25,3 pontos, 9,1 rebotes, 2 bloqueios e 2,6 assistências. Ele foi nomeado para a Segunda-Equipe All-NBA.

#### Greve da NBA de 2011
Durante a Greve de 2011, Stoudemire representou os Knicks, juntamente com os companheiros Carmelo Anthony, Chauncey Billups, Toney Douglas e Roger Mason Jr. Ele considerou jogar no Maccabi Tel Aviv devido a sua possível herança judaica, mas optou por ficar ajudando o sindicato dos jogadores.
Durante a greve, Stoudemire treinou e realizou seminários de história na Universidade Internacional da Flórida. Ele também fez trabalhos como ator, aparecendo do segundo ao último episódio de "Entourage".

#### Temporada de 2011-12: sucesso contínuo

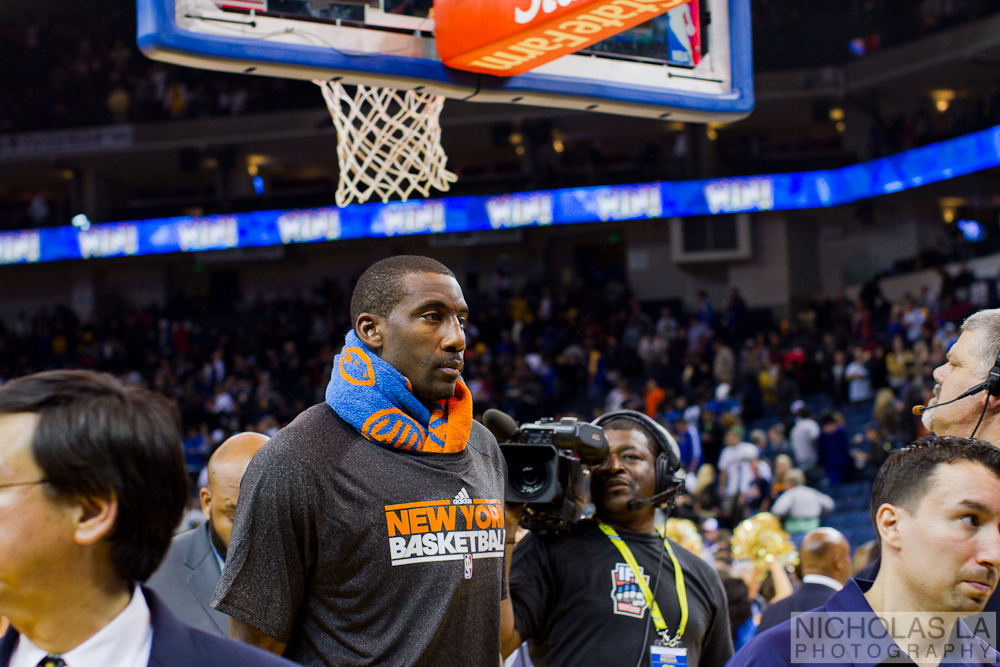
Stoudemire com os Knicks em 2011.

Antes da temporada de 2011-12, os Knicks adquiriu o Tyson Chandler, mas dispenso o armador Chauncey Billups através da cláusula de anistia. No início da temporada, Stoudemire lutou sem um armador para distribuir a bola. Em fevereiro de 2012, Stoudemire perdeu quatro jogos por causa da morte de seu irmão mais velho, Hazell, que morreu em um acidente de carro. 
Stoudemire estava jogando mal e culpou o peso que ele ganhou durante a grave da NBA, ele foi envolvido em um programa de perda de peso, perdendo 10 quilos em 10 dias com um objetivo de atingir 111kg. A perda de peso provou ser benéfica para Stoudemire, já que ele teve uma média de 18 pontos por jogo em março. 
Os Knicks foram emparelhados com o Miami Heat nas semifinais da Conferência Leste. Depois de uma derrota no Jogo 2, Stoudemire sofreu um corte na mão esquerda depois de socar uma caixa de extintores de incêndio no vestiário dos visitantes. A ferida exigia pontos para reparar. Ele retornou para o Jogo 4 e registrou 20 pontos e 10 rebotes em uma vitória dos Knicks. Eles acabaram perdendo a série por 4-1.
A temporada de 2011-12 foi uma decepção, já que a produção de Stoudemire caiu em todas as categorias estatísticas do ano anterior. Ele teve uma média de 17,5 pontos, o que caiu quase 8 pontos em relação ao ano anterior, 7,8 rebotes, 1,1 assistências e 1,0 bloqueios.

#### Temporada de 2012–13: temporada atormentada por lesões
Stoudemire perdeu os primeiros 30 jogos da temporada de 2012-13 com uma lesão no joelho. Em 18 de dezembro de 2012, ele foi designado para o Erie BayHawks do D-League para que ele pudesse treinar com a time enquanto continuava sua reabilitação. Ele fez sua estréia na temporada em 1 de janeiro de 2013, em casa contra o Portland, jogando 17 minutos, marcando seis pontos e tendo um rebote. Depois de retornar, Stoudemire foi restringido a jogar no máximo 30 minutos por jogo.
Foi anunciado em 9 de março de 2013 que Stoudemire teria um desbridamento do joelho direito. Ele perdeu o resto da temporada regular por causa disso. Pela primeira vez em sua carreira, ele não foi titular mas jogou como sexto homem. Ele jogou apenas 29 jogos durante a temporada com média de 14,2 pontos e 5 rebotes em 23,5 minutos por jogo. 
Mesmo sem ele na maior parte do tempo, os Knicks terminaram com um recorde de 54-28 (2º melhor da Conferência Leste), foram para os playoffs pela terceira vez consecutiva e conquistou seu primeiro título na Divisão do Atlântico desde a temporada de 1993-94. Stoudemire ainda estava fora quando o New York Knicks derrotou o Boston Celtics em seis jogos, foi a primeira vitória dos Knicks em playoffs desde 2000. Ele retornou à ação em 11 de maio de 2013 no Jogo 3 da série da Semi-Final da Conferência contra o Indiana Pacers. Os Knicks acabaram perdendo para os Pacers em 6 jogos.

#### Temporada de 2013–14
Depois de lesões o limitaram a 47 e 29 jogos disputados nas duas temporadas anteriores, respectivamente, Stoudemire se recuperou na temporada de 2013-14. Não só ele conseguiu jogar em 65 jogos, mas ele cresceu de produtividade com o passar do ano. Ele manteve sua eficiência ofensiva à medida que sua carga de trabalho aumentava, finalmente forçando o caminho para os titulares no dia 3 de março em Detroit. Entre os titulares, ele levou Nova York a sete vitórias consecutivas. Em 14 jogos em março, ele teve uma média de 16,9 pontos e 6,6 rebotes com média de 28,3 minutos.
Com as esperanças dos playoffs dos Knicks se mantendo por um fio na última semana da temporada regular, Stoudemire teve seu melhor desempenho na temporada, levando a equipe a vitória sobre o Toronto Raptors com 24 pontos e 11 rebotes. No entanto, apesar dos esforços de Stoudemire, os Knicks não conseguiram se classificar para os playoffs de 2014, terminando com um recorde de 35-47 e um nono lugar da Conferência Leste.

#### Temporada de 2014–15
Tendo jogado predominantemente como reserva dos Knicks em 2013-14, Stoudemire desempenhou o mesmo papel na temporada de 2014–15 com uma produção sólida. Ele se provou um líder sólido para uma novata equipe que havia vencido apenas cinco jogos em meados de dezembro com média de 13,4 pontos e 7,4 rebotes por jogo até a derrota de 18 de dezembro para o Chicago Bulls.
Ele perdeu os próximos 12 dos 13 jogos com outra lesão no joelho, retornando à ação em 15 de janeiro em Londres para enfrentar o Milwaukee Bucks.
Em 16 de fevereiro de 2015, Stoudemire foi dispensado pelos Knicks depois que um acordo foi fechado para a compra do contrato.

### Dallas Mavericks (2015)
Em 18 de fevereiro de 2015, Stoudemire assinou com o Dallas Mavericks. Quatro dias depois, ele fez sua estréia contra o Charlotte Hornets e registrou 14 pontos em apenas 11 minutos.
Ele jogou 23 partidas pelos Mavericks com média de 10,8 pontos e 3,7 rebotes por jogo.

### Miami Heat (2015–2016)
Em 10 de julho de 2015, Stoudemire assinou com o Miami Heat. Ele jogou em apenas um dos 10 primeiros jogos do Heat na temporada de 2015-16, em grande parte devido as dores no joelho. 
Em 31 de janeiro de 2016, ele registrou 13 pontos e 12 rebotes contra o Atlanta Hawks, sendo titular no lugar do lesionado Hassan Whiteside. Dois dias depois, ele fez 14 pontos em uma derrota para o Houston Rockets.
Em 26 de julho de 2016, Stoudemire assinou um contrato com o New York Knicks, a fim de terminar sua carreira como um jogador dos Knicks. Ele anunciou sua aposentadoria da NBA mais tarde naquele dia após 14 temporadas na liga.

### Hapoel Jerusalem (2016–2017)
Embora tenha se aposentado da NBA, Stoudemire não se aposentou do basquete e, em 1º de agosto de 2016, ele assinou um contrato de dois anos com o Hapoel Jerusalem, time de Israel que ele é co-proprietário.
Em 1º de outubro de 2016, ele ajudou o Hapoel Jerusalem a vencer a Copa da Liga de Israel. Ele foi nomeado para a Segunda-Equipe da EuroCup e para o All-Star da Liga Israelita na temporada de 2016-17. Em junho de 2017, ele ajudou o Hapoel Jerusalem a vencer o título da Liga Israelita.
Em 1 de setembro de 2017, Stoudemire anunciou sua aposentadoria do basquete.

### BIG3 e potencial retorno da NBA (2018)
Em fevereiro de 2018, Stoudemire se juntou à equipe de BIG3, Tri State, como co-capitão. Três meses depois, Stoudemire anunciou que estava pensando em voltar a jogar na NBA.

### Retorno para Hapoel Jerusalem (2018 – Presente)
Em 24 de setembro, Stoudemire saiu da aposentadoria para assinar com o Hapoel Jerusalem para a temporada de 2018-19. Em 31 de outubro, Stoudemire registrou 24 pontos e sete rebotes na vitória por 105-75 sobre Baloncesto Fuenlabrada e foi escolhido para a Equipe da Semana da Liga dos Campeões da FIBA. Em 2 de maio de 2019, Stoudemire foi eleito o melhor jogador israelense do mês com médias de 16,3 pontos e 7,5 rebotes em quatro jogos disputados em abril.

## Filantropia
Stoudemire fundou a fundação Each One, Teach One em 2003. Ele participou do game-show Wheel of Fortune e doou todos os seus ganhos para o Boys and Girls Clubs de Phoenix. 
Em novembro de 2008, Stoudemire recebeu o prêmio Community Assist Award da NBA, por seu trabalho com o Each 1, Teach 1 Foundation, e seus esforços para fornecer água potável segura em Serra Leoa, financiando a construção de poços de água em aldeias empobrecidas. Stoudemire visitou o país no verão de 2008, visitando locais de poços e reunindo-se com o presidente Ernest Bai Koroma e o restante do gabinete. 
Em 2010, Stoudemire sediou a primeira Academia de Basquete Amar'e Stoudemire no Mali. Naquele mesmo ano, ele posou sem camisa em nome da campanha Ink Not Mink da PETA, protestando contra o uso de pele de animal.

## Vida pessoal
Stoudemire tem quatro filhos com sua esposa, Alexis Welch. Tendo namorado desde 2002, os dois se casaram em 12 de dezembro de 2012, no topo do telhado do apartamento em Greenwich Village.
Em uma entrevista de 2010, Stoudemire disse: "Desde minha juventude, tenho consciência de que sou um hebreu através de minha mãe e isso é algo que desempenhou um papel sutil, mas importante, no meu desenvolvimento". Ele visitou Israel naquele ano, dizendo que pretendia "obter uma melhor compreensão da [sua] herança". Stoudemire foi nomeado treinador assistente da Seleção Canadense no Macabíadas de 2013, dando a ele a oportunidade de retornar a Israel. Em julho de 2013, Stoudemire se reuniu com o presidente israelense, Shimon Peres. Em uma entrevista de 2010, perguntaram a Stoudemire se havia uma chance de ele ser judeu, Stoudemire disse: "Acho que ao longo da história todos somos". Em janeiro de 2019, Stoudemire recebeu residência em Israel e dois meses depois, ele recebeu a cidadania israelense.
Na madrugada de 6 de fevereiro de 2012, o irmão mais velho de Stoudemire, Hazell, foi morto em um acidente de carro no Condado de Polk, Flórida. Ele não estava usando cinto de segurança no momento do acidente.
Em dezembro de 2014, Stoudemire comprou uma fazenda de 185 acres no histórico Hyde Park em Nova York, que inclui uma casa de 2.066 pés quadrados. Ele disse que pretende usar a propriedade como um lugar onde sua família pode se reunir nos fins de semana e no período de entressafra.

## Cinema e televisão
Após aparições em Law & Order: SVU, Entourage e Sesame Street em 2011, Amar'e apareceu em The Exes contracenando com Kristen Johnston em um episódio de janeiro. Ele também apareceu na série de comédia da Fox, The Mindy Project, onde o personagem de Mindy Kaling foi em uma excursão com seus colegas de trabalho para uma boate e acabou na seção VIP com ele. 
Os papéis de Stoudemire não foram limitados à televisão, ele participou dos filmes "Corram Que o Agente Voltou" e "New Year's Eve". Ele também apareceu como ele mesmo no filme de comédia "Trainwreck", como um dos pacientes do cirurgião esportivo Dr. Aaron Conners (interpretado por Bill Hader).

## Outros empreendimentos
Em 2011, Stoudemire começou sua própria linha de roupas que foi lançada na Macy's no final de 2011. A linha foi projetada com a ajuda de Rachel Roy e ele descreveu a linha como "vestuário de corte para a mulher da moda". Ele tem sua própria gravadora chamada Hypocalypto e assinou com rappers de Phoenix e Atlanta.
Em agosto de 2011, Stoudemire assinou um contrato com a Scholastic Press para escrever uma série de livros chamados STAT: Standing Tall And Talented. O primeiro livro da série, STAT: Home Court, que Stoudemire descreveu como biográfico, foi publicado em agosto de 2012.
No verão de 2013, Stoudemire tornou-se um dos principais acionistas do Hapoel Jerusalem B.C. juntamente com o agente esportivo Arn Tellem e Ori Allon.
Em fevereiro de 2018, Ele lançou uma marca de vinhos israelense chamada Stoudemire Cellars. O rótulo foi lançado com três vinhos, todos produzidos na Tulip Winery em Kfar Tikvah.

## Prêmios e honras
- Campeão da Liga Israelita: 2017
- Vencedor da Taça de Israel: 2019
- Vencedor da Taça da Liga de Israel: 2016
- Novato do Ano da NBA: 2003
- All-Star da NBA: 2005, 2007–2011
- Primeira-Equipe All-NBA: 2007
- Segunda-Equipe All-NBA: 2005, 2008, 2010, 2011
- Primeira-Equipe de Novatos da NBA: 2003
- Florida Mr. Basketball: 2002
- Melhor Jogador do ensino médio nos Estados Unidos: 2002
- Prêmio de Assistência Comunitária da NBA: 2008

## Estatísticas
|  | Líder da liga |

### Temporada Regular
| Ano      | Equipe   | PJ  | MPJ  | FG%  | 3P%  | FT%  | RT  | AS  | BR  | TO  | PPJ  |
| -------- | -------- | --- | ---- | ---- | ---- | ---- | --- | --- | --- | --- | ---- |
| 2002-03  | Phoenix  | 82  | 31.3 | .472 | .200 | .661 | 8.8 | 1.0 | .8  | 1.1 | 13.5 |
| 2003-04  | Phoenix  | 55  | 36.8 | .475 | .200 | .713 | 9.0 | 1.4 | 1.2 | 1.6 | 20.6 |
| 2004-05  | Phoenix  | 80  | 36.1 | .559 | .188 | .733 | 8.9 | 1.6 | 1.0 | 1.6 | 26.0 |
| 2005-06  | Phoenix  | 3   | 16.7 | .333 | .000 | .889 | 5.3 | .7  | .3  | 1.0 | 8.7  |
| 2006-07  | Phoenix  | 82  | 32.8 | .575 | .000 | .781 | 9.6 | 1.0 | 1.0 | 1.3 | 20.4 |
| 2007-08  | Phoenix  | 79  | 33.9 | .590 | .161 | .805 | 9.1 | 1.5 | .8  | 2.1 | 25.2 |
| 2008-09  | Phoenix  | 53  | 36.8 | .539 | .429 | .835 | 8.1 | 2.0 | .9  | 1.1 | 21.4 |
| 2009-10  | Phoenix  | 82  | 34.6 | .557 | .167 | .771 | 8.9 | 1.0 | .6  | 1.0 | 23.1 |
| Total    | Phoenix  | 516 | 34.3 | .544 | .190 | .758 | 8.9 | 1.3 | .9  | 1.4 | 21.4 |
| 2010-11  | New York | 78  | 36.8 | .502 | .435 | .792 | 8.2 | 2.6 | .9  | 1.9 | 25.3 |
| 2011-12  | New York | 47  | 32.8 | .483 | .238 | .765 | 7.8 | 1.1 | .8  | 1.0 | 17.5 |
| 2012-13  | New York | 29  | 23.5 | .577 | .000 | .808 | 5.0 | .4  | .3  | .7  | 14.2 |
| 2013-14  | New York | 65  | 22.6 | .557 | .000 | .739 | 4.9 | .5  | .4  | .6  | 11.9 |
| 2014-15  | New York | 36  | 24.0 | .543 | .000 | .740 | 6.8 | 1.0 | .6  | .9  | 12.0 |
| Total    | New York | 255 | 29.1 | .518 | .319 | .775 | 6.7 | 1.3 | .6  | 1.1 | 17.3 |
| 2014-15  | Dallas   | 23  | 16.5 | .581 | .000 | .678 | 3.7 | .3  | .4  | .2  | 10.8 |
| 2015-16  | Miami    | 52  | 14.7 | .566 | .000 | .746 | 4.3 | .5  | .3  | .8  | 5.8  |
| All-Star | All-Star | 6   | 19.5 | .571 | .400 | .750 | 7.5 | 1.2 | .7  | .7  | 18.8 |
| Carreira | Carreira | 846 | 31.0 | .537 | .236 | .761 | 7.8 | 1.2 | .8  | 1.2 | 18.9 |

### Playoffs
| Ano      | Equipe   | PJ | MPJ  | FG%  | 3P%   | FT%   | RT   | AS  | BR  | TO  | PPJ  |
| -------- | -------- | -- | ---- | ---- | ----- | ----- | ---- | --- | --- | --- | ---- |
| 2003     | Phoenix  | 6  | 33.8 | .523 | 1.000 | .571  | 7.8  | 1.2 | 1.7 | 1.5 | 14.2 |
| 2005     | Phoenix  | 15 | 40.1 | .539 | .000  | .781  | 10.7 | 1.2 | .7  | 2.0 | 29.9 |
| 2007     | Phoenix  | 10 | 34.3 | .523 | .333  | .769  | 12.1 | .6  | 1.3 | 1.9 | 25.3 |
| 2008     | Phoenix  | 5  | 40.8 | .485 | .250  | .633  | 9.0  | .4  | 1.4 | 2.4 | 23.2 |
| 2010     | Phoenix  | 16 | 36.5 | .519 | .000  | .754  | 6.6  | 1.1 | .7  | 1.5 | 22.2 |
| Total    | Phoenix  | 52 | 37.2 | .523 | .200  | .749  | 9.2  | 1.0 | 1.0 | 1.8 | 24.2 |
| 2011     | New York | 4  | 33.5 | .382 | .000  | .667  | 7.8  | 1.8 | .3  | .8  | 14.5 |
| 2012     | New York | 4  | 36.5 | .556 | .000  | .750  | 6.5  | .8  | 1.3 | .3  | 15.3 |
| 2013     | New York | 4  | 8.3  | .385 | 1.000 | 1.000 | 2.3  | .0  | .0  | .0  | 3.8  |
| Total    | New York | 12 | 26,1 | .441 | 1.000 | .805  | 5.5  | .8  | .5  | .3  | 11.2 |
| 2015     | Dallas   | 5  | 15.0 | .429 | .000  | .692  | 3.2  | .6  | .2  | .6  | 7.8  |
| 2016     | Miami    | 9  | 9.1  | .579 | .000  | 1.000 | 1.4  | .0  | .6  | .3  | 3.3  |
| Carreira | Carreira | 78 | 30.7 | .512 | .250  | .750  | 7.4  | .8  | .8  | 1.3 | 18.7 |